# Charles Francisque Raub
Pour les articles homonymes, voir Raub.
Charles Francisque Raub est un peintre français, né le 7 février 1854 et mort le 4 septembre 1926 à Brest.

## Biographie

### Formation
Charles Raub est l'élève de Léon Bonnat à l'École des beaux-arts de Paris.

Son adresse parisienne jusqu'en 1881 est le no 2 Rue Tourlaque dans le 18e arrondissement.

### Un artiste classique
Charles Raub peint des tableaux religieux, des paysages, des portraits et des scènes de genre folkloriques du nord de la Bretagne.
Il obtient une mention honorable au Salon de 1880 pour son Ismaël.
Il habite dès 1882 à Brest successivement au 22 et 58 rue de la Mairie.
Le peintre est inhumé au cimetière Saint-Martin (carré 6, rang 5, tombe 19).

## Œuvres
(liste non exhaustive)
| Tableau                                                 | Titre                                             | Date d'exécution | Support et dimensions           | Expositions, notes                                                          | Lieu de conservation                  |
| ------------------------------------------------------- | ------------------------------------------------- | ---------------- | ------------------------------- | --------------------------------------------------------------------------- | ------------------------------------- |
| Ismael par Raub                                         | Ismaël                                            | 1880             | huile sur toile 115 × 190,7 cm  | Salon des artistes français Paris 1880 mention honorable                    | musée des beaux-arts de Chambéry      |
|                                                         | Sur la falaise                                    | vers 1881        | huile sur toile 138 × 219 cm    | Salon des artistes français Paris 1881 Acquis par la ville de Brest en 1881 | Localisation inconnue                 |
|                                                         | Ile d’Ouessant                                    | vers 1882        | huile                           | Salon des artistes français Paris 1882                                      | Localisation inconnue                 |
|                                                         | La récolte des pommes de terre à l'île d'Ouessant | vers 1884        | huile sur toile 129 × 185 cm    | Salon des artistes français Paris 1884 Acquis par la ville de Brest         | Localisation inconnue                 |
| Salaun-Penquer                                          | Portrait de M. Salaün-Penquer                     | 1884             | huile sur toile 109,8 × 92,2 cm | Exposition des Beaux-Arts Brest 1884                                        | Musée des beaux-arts de Brest         |
|                                                         | Étude                                             | vers 1886        | huile                           | Salon des artistes français Paris 1886                                      | Localisation inconnue                 |
|                                                         | La vieille paysanne au chapelet                   | vers 1890        | huile sur toile 64 × 54 cm      | Acquis par la ville de Brest en 1890                                        | Localisation inconnue                 |
| Portrait d'écolier                                      | Portrait d'écolier                                | vers 1900        | huile sur toile 61 × 50 cm      |                                                                             | Localisation inconnue                 |
|                                                         | Portrait de M. X...                               | vers 1903        | huile                           | Salon des artistes français Paris 1903                                      | Localisation inconnue                 |
|                                                         | Paresse                                           | vers 1904        | huile                           | Salon des artistes français Paris 1904                                      | Localisation inconnue                 |
|                                                         | Portrait de Mme B...                              | vers 1905        | huile                           | Salon des artistes français Paris 1905                                      | Localisation inconnue                 |
| Bretonnes au lavoir au dessus de la rade de Brest       | Bretonnes au lavoir au dessus de la rade de Brest |                  | huile sur toile 38 × 46 cm      |                                                                             | Localisation inconnue                 |
| Charles Francisque Raub Brest, la Penfeld à Kervallon   | Brest, la Penfeld à Kervallon                     |                  | huile sur toile                 |                                                                             | Musée des beaux-arts de Brest         |
| Charles Francisque Raub Brest, l'étang de la Villeneuve | Brest, l'étang de la Villeneuve                   |                  | huile sur toile                 |                                                                             | Musée des beaux-arts de Brest         |
| Marin à la pipe                                         | Marin à la pipe                                   |                  | huile sur toile 47,5 × 38,5 cm  |                                                                             | Musée départemental breton de Quimper |

## Élèves
- Mary Piriou (1881-1956)